# Mariańskie Porzecze
Mariańskie Porzecze – wieś sołecka w Polsce położona w województwie mazowieckim, w powiecie garwolińskim, w gminie Wilga. Leży w pobliżu drogi 801.
| SIMC    | Nazwa   | Rodzaj    |
| ------- | ------- | --------- |
| 0693931 | Zalesie | część wsi |

W latach 1954–1959 wieś należała i była siedzibą władz gromady Mariańskie Porzecze, po jej zniesieniu w gromadzie Wilga. W latach 1975–1998 miejscowość administracyjnie należała do województwa siedleckiego.
We wsi znajdują się:
- publiczna szkoła podstawowa,
- jednostka OSP.

## Kościół
Mariańskie Porzecze jest siedzibą rzymskokatolickiej parafii Matki Bożej Bolesnej. We wsi znajduje się sanktuarium pod wezwaniem Matki Boskiej Bolesnej i zespół klasztorny marianów. Drewniany kościół został zbudowany w 1776 r. na miejscu wcześniejszego, który spłonął. Wnętrze jest bogato zdobione iluzjonistyczną polichromią projektu o. Jana Niezabitowskiego, mariańskiego malarza (zm. 1804).

Wnętrze kościoła
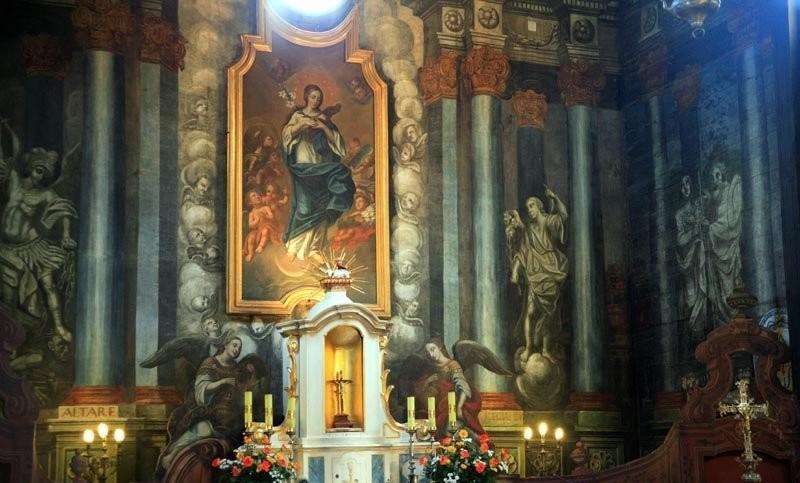
Ołtarz
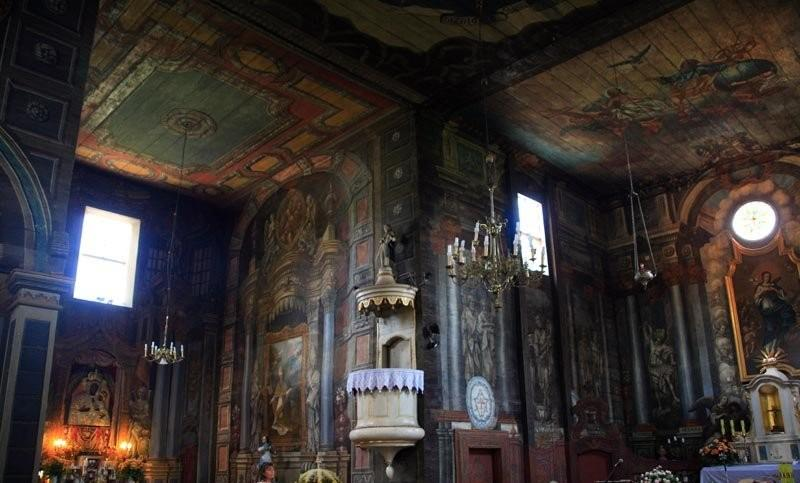
Ambona
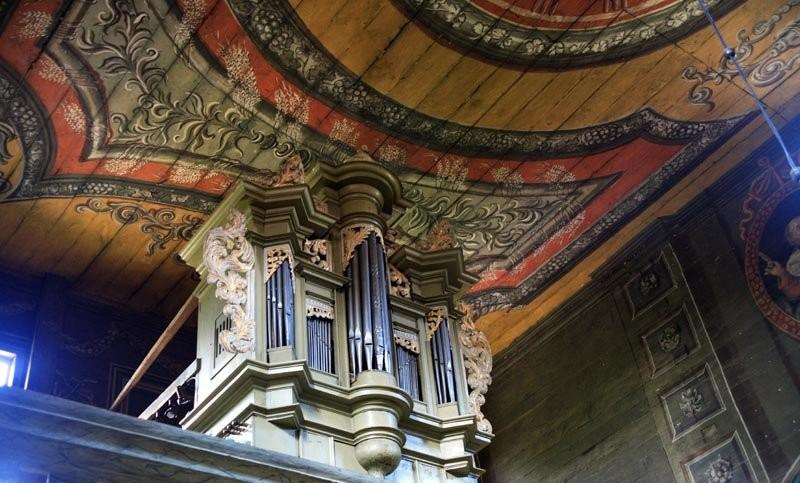
Organy i malowany sufit